# SAP Arena
SAP Arena är en tysk inomhusarena i Mannheim. Den är hemmaarena för handbollslaget Rhein-Neckar Löwen och ishockeylaget Adler Mannheim. Arenan är namngiven efter mjukvarutillverkaren SAP AG. 
Arenan var en av värdarenorna under Världsmästerskapet i handboll för herrar 2007 och världsmästerskapet i ishockey för herrar 2010.